# Bình Chánh (huyện)
Bình Chánh là một huyện cũ thuộc Thành phố Hồ Chí Minh, Việt Nam.
Huyện Bình Chánh được biết đến là khu vực có tốc độ đô thị hóa cao, dân cư đông đúc, nằm ở cửa ngõ hành lang chính thức khu vực phía Tây, Tây Bắc và phía Nam thành phố, với nhiều địa điểm tham quan, di tích lịch sử,...Đây là huyện có dân số đông nhất cả nước và cũng là đơn vị hành chính cấp huyện có dân số đông thứ 4 cả nước, chỉ sau thành phố Biên Hòa, thành phố Thủ Đức và quận Bình Tân (theo thống kê dân số năm 2019).
Trước năm 1975, Bình Chánh là một quận trực thuộc tỉnh Gia Định. Sau năm 1975, quận Bình Chánh được đổi thành huyện Bình Chánh trực thuộc Thành phố Hồ Chí Minh như hiện nay.

## Địa lý

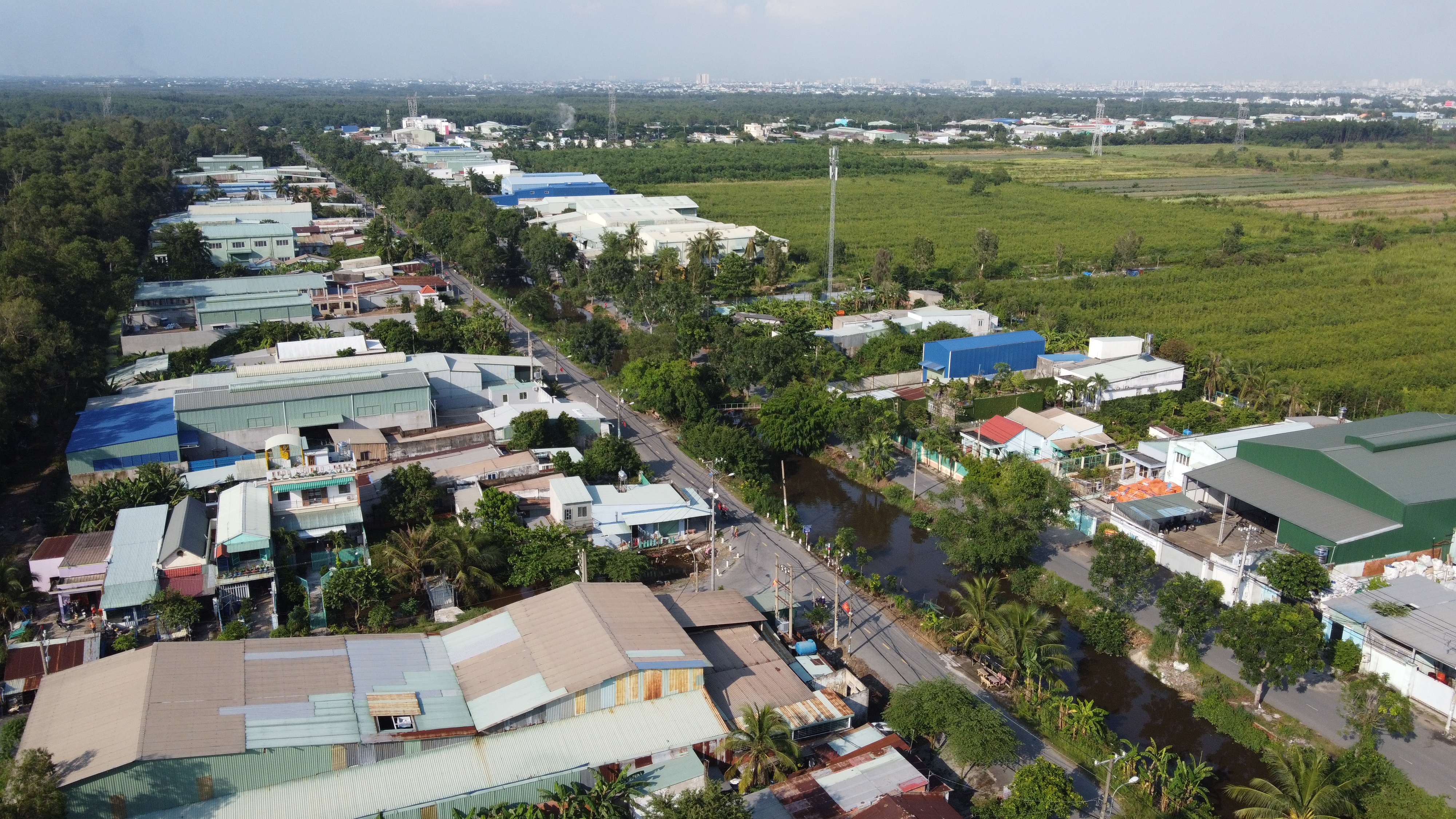
Một góc xã Lê Minh Xuân

Huyện Bình Chánh nằm trải dài, bao bọc phía tây và một phần phía nam của khu vực nội thành Thành phố Hồ Chí Minh. Huyện có vị trí địa lý:
- Phía đông giáp Quận 7 và huyện Nhà Bè với ranh giới là rạch Ông Lớn và rạch Bà Lào
- Phía đông bắc giáp Quận 8 và quận Bình Tân
- Phía tây giáp các huyện Đức Hòa và Bến Lức thuộc tỉnh Long An
- Phía nam giáp huyện Cần Giuộc, tỉnh Long An
- Phía bắc giáp huyện Hóc Môn.

Huyện có diện tích 252,56 km², dân số năm 2024 là 820.000 người, mật độ dân số đạt 4.350 người/km².
Bình Chánh là địa bàn có nhiều kênh rạch, nhất là ở nhánh phía nam, tây nam, tạo thành một hệ thống giao thông đường thủy quan trọng kết nối Thành phố Hồ Chí Minh với khu vực đồng bằng sông Cửu Long.

## Lịch sử

### Thời phong kiến
Vào thời nhà Nguyễn độc lập, vùng đất Bình Chánh ngày nay thuộc địa bàn hai huyện Tân Long và Bình Long của phủ Tân Bình, một phần huyện Phước Lộc thuộc phủ Tân An cùng thuộc tỉnh Gia Định.

### Thời Pháp thuộc
Với Hòa ước Nhâm Tuất (1862), triều đình Huế nhượng hẳn 3 tỉnh miền Đông Nam Kỳ cho Pháp làm thuộc địa. Chính quyền thực dân Pháp chia 3 tỉnh này thành 13 hạt thanh tra (inspection), do các viên chức Pháp ngạch thanh tra các công việc bản xứ (inspecteur des affaires indigeânes) đứng đầu, nhưng tạm thời vẫn giữ cơ cấu phủ huyện cũ.
Sau khi chiếm được toàn bộ Nam Kỳ, năm 1868, chính quyền thực dân Pháp bãi bỏ các đơn vị hành chính phủ, huyện, phân chia lại toàn bộ cõi Nam Kỳ. Các hạt thanh tra về sau cũng được đổi thành hạt tham biện (arrondissement), do các Chánh tham biện (administrateur) người Pháp đứng đầu. Tuy vậy, chính quyền thực dân Pháp vẫn giữ lại cơ cấu hành chính cấp thấp như tổng, xã thôn.
Theo Nghị định ngày 20 tháng 12 năm 1899 của Toàn quyền Đông Dương đổi tất cả các hạt tham biện thành tỉnh thì từ ngày 1 tháng 1 năm 1900, tỉnh Chợ Lớn được thành lập.
Quận Châu Thành thuộc tỉnh Chợ Lớn (đơn vị hành chính riêng biệt với thành phố Chợ Lớn) thành lập năm 1918 với lỵ sở đặt chung trong thành phố Chợ Lớn, đến năm 1930 đổi tên thành quận Trung Quận hay còn gọi là quận Trung ương. Từ ngày 4 tháng 2 năm 1947, đổi thành quận Gò Đen, do lỵ sở dời về thị tứ mang tên này (tuy nhiên tên gọi Trung Quận vẫn thông dụng hơn). Quận có bốn tổng: Tân Phong Hạ, Long Hưng Thượng, Long Hưng Trung và Long Hưng Hạ.
Quận Bình Xuyên thuộc tỉnh Chợ Lớn tồn tại trong các thời gian từ ngày 2 tháng 5 năm 1933 đến tháng 12 năm 1944 và từ tháng 1 năm 1953 đến ngày 22 tháng 10 năm 1956, do tách ra tổng Tân Phong Hạ của quận Trung Quận. Sau đó quận Bình Xuyên giải thể, trả lại tổng Tân Phong Hạ cho quận Trung Quận như cũ.
Trong kháng chiến chống Pháp, về hành chính chính quyền Việt Nam Dân chủ Cộng hòa đổi quận thành huyện, làng thành xã; bỏ cấp tổng. Chính vì vậy, quận Trung Quận cũng được gọi là huyện Trung Huyện.

### Giai đoạn 1956-1975

#### Việt Nam Cộng hòa

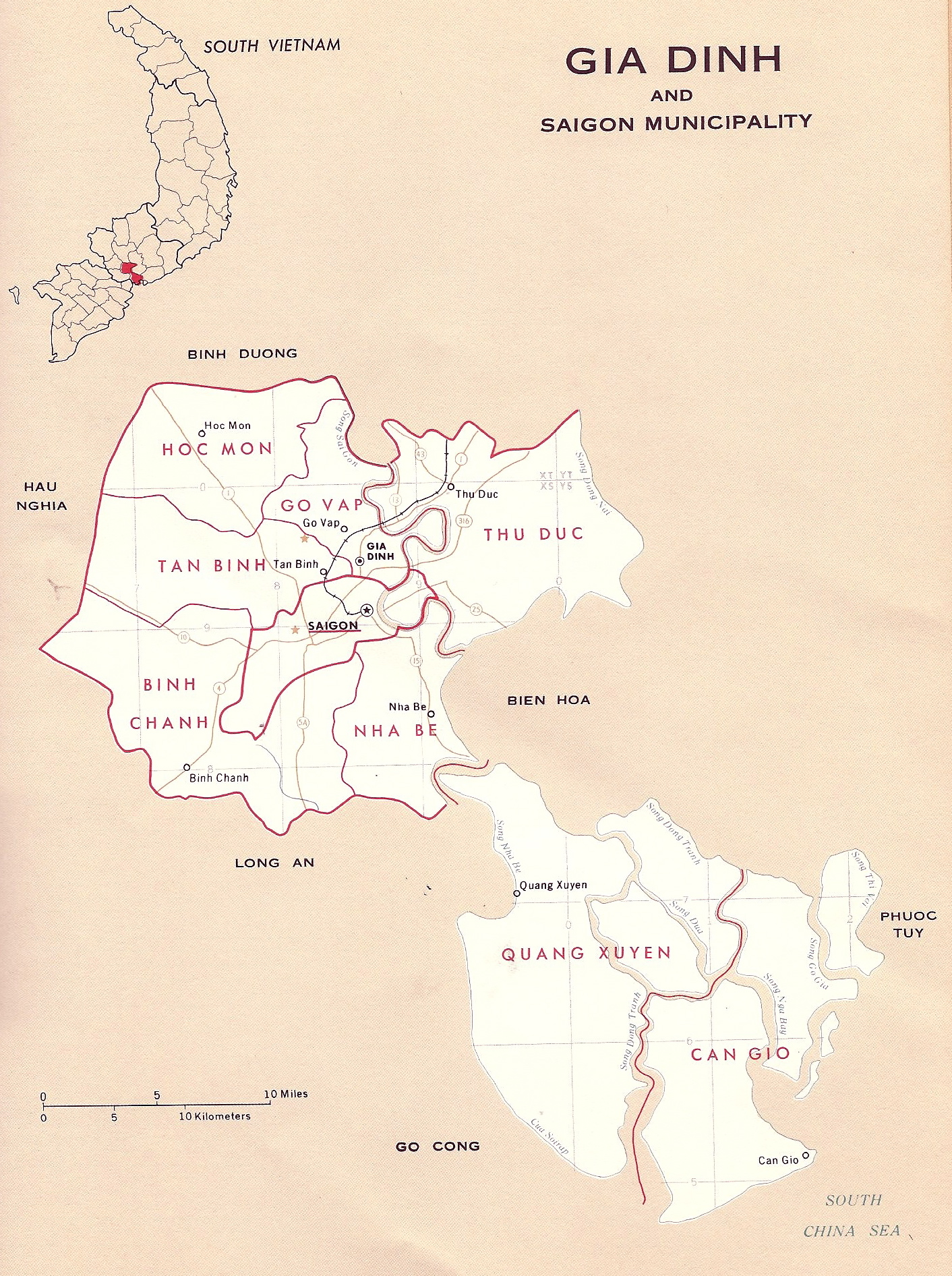
Bản đồ tỉnh Gia Định thời Việt Nam Cộng hòa

Ngày 22 tháng 10 năm 1956, theo Sắc lệnh 143/NV của Tổng thống Việt Nam Cộng hòa Ngô Đình Diệm, tỉnh Tân An hợp nhất với phần lớn đất đai tỉnh Chợ Lớn để thành lập tỉnh mới có tên là tỉnh Long An.
Ngày 8 tháng 4 năm 1957 ba tổng: Tân Phong Hạ, Long Hưng Thượng và Long Hưng Trung thuộc quận Gò Đen (quận Trung Quận) của tỉnh Chợ Lớn giải thể được sáp nhập vào tỉnh Gia Định, lập nên quận Bình Chánh mới. Riêng tổng Long Hưng Hạ cùng quận Gò Đen (quận Trung Quận) cũ, nhập vào quận Bến Lức mới lập của tỉnh Long An.
Quận Bình Chánh lấy theo tên gọi của xã Bình Chánh vốn là nơi đặt quận lỵ của quận này. Năm 1957, quận Bình Chánh có 03 tổng với 15 xã:
- Tổng Tân Phong Hạ có 03 xã: An Phú, Bình Hưng và Phong Đước;
- Tổng Long Hưng Thượng có 05 xã: An Lạc, Bình Trị Đông, Tân Kiên, Tân Nhựt và Tân Tạo;
- Tổng Long Hưng Trung có 07 xã: An Phú Tây, Bình Chánh, Đa Phước, Hưng Long, Qui Đức, Tân Quý Tây và Tân Túc (riêng 3 xã Hưng Long, Qui Đức, Tân Quý Tây trước đây thuộc tổng Phước Điền Thượng, quận Cần Giuộc).

Từ năm 1962 chính quyền bỏ dần, đến năm 1965 bỏ hẳn cấp hành chính tổng.
Cho đến ngày 29 tháng 4 năm 1975, quận Bình Chánh có 15 xã trực thuộc: An Lạc, An Phú, An Phú Tây, Bình Chánh, Bình Hưng, Bình Trị Đông, Đa Phước, Hưng Long, Phong Đước, Qui Đức, Tân Kiên, Tân Nhựt, Tân Quý Tây, Tân Tạo, Tân Túc.

#### Chính quyền Cách mạng
Về phía chính quyền Mặt trận Dân tộc giải phóng miền Nam Việt Nam và sau này là Chính phủ Cách mạng lâm thời Cộng hòa miền Nam Việt Nam, cuối năm 1957 lập huyện Bình Chánh thay thế huyện Trung Huyện giải thể. Địa bàn huyện mới này chính là quận Bình Chánh của chính quyền Việt Nam Cộng hòa cộng thêm khu vực Vườn Thơm, là một phần xã Đức Hòa, quận Đức Hòa, thuộc tỉnh Long An (từ tháng 10 năm 1963 thuộc tỉnh Hậu Nghĩa) theo phân chia hành chính của chính quyền Việt Nam Cộng hòa. Năm 1961, khu vực Vườn Thơm được chia thành hai xã: Tân Bình và Tân Lợi, đến năm 1972 sáp nhập hai xã với nhau thành xã Bình Lợi.
Năm 1960 do yêu cầu của cuộc kháng chiến, huyện Bình Chánh lại tách ra hai phần Nam, Bắc Bình Chánh: Nam gọi là Bình Chánh - Nhà Bè, Bắc nhập với Tân Bình gọi là Bình Tân. Đến năm 1972, huyện Bình Chánh được phục hồi trên cơ sở hợp nhất Nam, Bắc Bình Chánh.

### Từ năm 1975 đến nay
Sau khi Chính phủ Cách mạng lâm thời Cộng hòa Miền Nam Việt Nam tiếp quản Đô thành Sài Gòn và các vùng lân cận vào ngày 30 tháng 4 năm 1975, ngày 3 tháng 5 năm 1975 thành phố Sài Gòn - Gia Định được thành lập. Theo nghị quyết ngày 9 tháng 5 năm 1975 của Ban Chấp hành Đảng bộ Đảng Lao động Việt Nam thành phố Sài Gòn - Gia Định, huyện Bình Chánh được thành lập, bao gồm quận Bình Chánh, hai xã: Vĩnh Lộc và Bình Hưng Hòa của quận Tân Bình cũ và xã Bình Lợi là phần đất cắt từ xã Đức Hòa, quận Đức Hòa, tỉnh Hậu Nghĩa cũ thời Việt Nam Cộng hòa sáp nhập với nhau).
Ngày 20 tháng 5 năm 1976, tổ chức hành chánh thành phố Sài Gòn - Gia Định được sắp xếp lần hai (theo quyết định số 301/UB ngày 20 tháng 5 năm 1976 của Ủy ban Nhân dân Cách mạng thành phố Sài Gòn - Gia Định). Theo đó, vẫn giữ nguyên huyện Bình Chánh cũ có từ năm 1975. Lúc này, chính quyền sáp nhập hai xã: An Phú và Phong Đước với nhau, lập nên xã Phong Phú. Như thế, huyện Bình Chánh bao gồm 17 xã: An Lạc, An Phú Tây, Bình Chánh, Bình Hưng, Bình Hưng Hòa, Bình Lợi, Bình Trị Đông, Đa Phước, Hưng Long, Phong Phú, Qui Đức, Tân Kiên, Tân Nhựt, Tân Quý Tây, Tân Tạo, Tân Túc, Vĩnh Lộc.
Ngày 2 tháng 7 năm 1976, Quốc hội nước Cộng hòa Xã hội chủ nghĩa Việt Nam khoá VI, kỳ họp thứ 1 chính thức đổi tên thành phố Sài Gòn - Gia Định thành Thành phố Hồ Chí Minh. Huyện Bình Chánh trở thành huyện trực thuộc Thành phố Hồ Chí Minh.
Ngày 13 tháng 4 năm 1977, thành lập hai xã mới: Phạm Văn Hai và Lê Minh Xuân ở vùng kinh tế mới thuộc huyện Bình Chánh.
Ngày 12 tháng 9 năm 1981, chuyển xã An Lạc thành thị trấn An Lạc.
Ngày 1 tháng 11 năm 1985, chia xã Vĩnh Lộc thành 2 xã: Vĩnh Lộc A và Vĩnh Lộc B.
Như thế lúc này, huyện Bình Chánh bao gồm thị trấn An Lạc và 19 xã: An Phú Tây, Bình Chánh, Bình Hưng, Bình Hưng Hòa, Bình Lợi, Bình Trị Đông, Đa Phước, Hưng Long, Lê Minh Xuân, Phạm Văn Hai, Phong Phú, Qui Đức, Tân Kiên, Tân Nhựt, Tân Quý Tây, Tân Tạo, Tân Túc, Vĩnh Lộc A, Vĩnh Lộc B.
Ngày 05 tháng 11 năm 2003, Chính phủ Việt Nam ban hành Nghị định số 130/2003/NĐ-CP về việc điều chỉnh địa giới hành chính huyện Bình Chánh để thành lập quận Bình Tân và các phường trực thuộc, thành lập thị trấn Tân Túc thuộc huyện Bình Chánh. Nội dung như sau:
- Thành lập quận Bình Tân trên cơ sở toàn bộ diện tích tự nhiên và dân số của các xã Bình Hưng Hòa, Bình Trị Đông, Tân Tạo và thị trấn An Lạc thuộc huyện Bình Chánh. Quận Bình Tân có 5.188,67 ha diện tích tự nhiên và 254.635 nhân khẩu.
- Thành lập thị trấn Tân Túc (thị trấn huyện lị huyện Bình Chánh) trên cơ sở toàn bộ diện tích tự nhiên và dân số của xã Tân Túc. Thị trấn Tân Túc có 856,41 ha diện tích tự nhiên và 10.939 nhân khẩu.

Sau khi điều chỉnh địa giới hành chính thành lập quận Bình Tân và thành lập thị trấn Tân Túc, huyện Bình Chánh còn lại 25.268,56 ha diện tích tự nhiên và 224.165 nhân khẩu; có 16 đơn vị hành chính trực thuộc gồm các xã: Phong Phú, Đa Phước, Qui Đức, Hưng Long, Tân Quý Tây, Bình Chánh, An Phú Tây, Tân Kiên, Tân Nhựt, Bình Lợi, Lê Minh Xuân, Phạm Văn Hai, Bình Hưng, Vĩnh Lộc A, Vĩnh Lộc B và thị trấn Tân Túc.
Ngày 16 tháng 6 năm 2025, Ủy ban Thường vụ Quốc hội ban hành Nghị quyết số 1685/NQ-UBTVQH15 (áp dụng từ ngày 30 tháng 6 năm 2025). Theo đó, giải thể huyện Bình Chánh và sắp xếp lại các phường xã mới, cụ thể như sau:
- Xã Vĩnh Lộc: Gồm các xã Vĩnh Lộc A và một phần của xã Phạm Văn Hai.
- Xã Tân Vĩnh Lộc: Gồm các xã Vĩnh Lộc B, một phần của xã Phạm Văn Hai và một phần của phường Tân Tạo, quận Bình Tân.
- Xã Tân Nhựt: Gồm các xã Bình Lợi và xã Lê Minh Xuân, thành xã Bình Lợi; nhập các xã Tân Kiên, Tân Nhựt và Thị trấn Tân Túc, một phần của phường Tân Tạo A, quận Bình Tân, một phần của Phường 16, Quận 8.
- Xã Bình Chánh: Gồm các  xã Bình Chánh, Tân Quý Tây và một phần của xã An Phú Tây.
- Xã Hưng Long: Gồm các xã Hưng Long, Qui Đức và xã Đa Phước.
- Xã Bình Hưng: Gồm các xã Bình Hưng và xã Phong Phú, huyện Bình Chánh và một phần của Phường 7, Quận 8.

## Hành chính
| Thị trấn (1)       |       |
| Tân Túc (huyện lỵ) | 8,55  |
| Xã (15)            |       |
| An Phú Tây         | 5,87  |
| Bình Chánh         | 8,16  |
| Bình Hưng          | 13,72 |
| Bình Lợi           | 19,09 |
| Đa Phước           | 16,09 |
| Hưng Long          | 12,97 |

| Tên          | Diện tích (km²) |
| ------------ | --------------- |
| Lê Minh Xuân | 35,09           |
| Phạm Văn Hai | 27,46           |
| Phong Phú    | 18,68           |
| Qui Đức      | 6,48            |
| Tân Kiên     | 11,49           |
| Tân Nhựt     | 23,44           |
| Tân Quý Tây  | 8,36            |
| Vĩnh Lộc A   | 19,66           |
| Vĩnh Lộc B   | 17,44           |

## Văn hóa
Trong chiến tranh, Bình Chánh là địa bàn có truyền thống yêu nước và đấu tranh dũng cảm. Ngay từ thế kỷ 19, đây là địa bàn hoạt động của Bình Tây Đại Nguyên Soái Trương Định và các lực lượng kháng chiến khác.
Giai đoạn năm 1931 đến 1945, Trung Huyện là địa bàn hoạt động của Xứ ủy Nam Kỳ, ủy ban Kháng chiến Nam Bộ, Công an Nam Bộ, quân khu 7. Đặc biệt, khu vực cạnh sông Chợ Đệm, thuộc ấp 4, xã Tân Kiên chính là nơi được Xứ ủy Nam Kỳ họp quyết định cuộc khởi nghĩa giành chính quyền ngày 25 tháng 8 năm 1945.
Ngày 15 tháng 4 năm 1948, Trong trận chống càn tại Láng Le – Bàu Cò quân và dân Bình Chánh đã tạo nên một chiến công hiển hách, chiến công này được ghi vào lịch sử vũ trang của quân đội nhân dân Việt Nam.
Năm Mậu Thân 1968, Bình Chánh đã góp phần vào thắng lợi của chiến dịch Hồ Chí Minh lịch sử vào tháng 4 năm 1975, với thắng lợi này đã giải phóng hoàn toàn đất nước và giành lại độc lập cho dân tộc.

## Di tích
Chùa Bát Bửu Phật Đài (hay còn gọi là chùa Phật Cô Đơn), là một địa điểm tôn giáo, tham quan, du lịch được nhiều người biết đến. Chùa nổi bật với phật đài của chùa được thiết kế theo kiến trúc hình bát giác, cao 3m, tầng trên tôn trí tượng Phật Thích Ca cao 7m, nặng khoảng 4 tấn do điêu khắc gia Nguyễn Thanh Thu tạc năm 1957 và cư sĩ Ngô Chí Bình thỉnh từ chùa Xá Lợi về.
Đường sắt Sài Gòn – Mỹ Tho là tuyến đường sắt đầu tiên của Việt Nam cũng là tuyến đường sắt đầu tiên của Đông Dương được xây dựng vào năm 1881, hoàn thành giữa năm 1885, đi qua địa bàn Bình Chánh với các trạm Bình Điền, Bình Chánh. Tuyến đường sắt trên hiện đã không còn, chỉ sót lại vài hạng mục như trụ cầu, nhà ga rải rác suốt tuyến đường.

###### Di tích lịch sử
Các di tích lịch sử được công nhận di tích cấp thành phố:
- Đình Tân Túc tại thị trấn Tân Túc.
- Khu di tích dân công hỏa tuyến Vĩnh Lộc Mậu Thân 1968 tại xã Vĩnh Lộc A.
- Khu di tích Láng Le - Bàu Cò tại xã Tân Nhựt.
- Đình Rạch Già tại xã Hưng Long.

###### Di tích kiến trúc nghệ thuật
- Đình Bình Trường tại xã Bình Chánh, được công nhận là di tích cấp thành phố năm 2005 theo quyết định số 21/2005/QĐ-UBND ngày 01/02/2005.
- Đình Phú Lạc tại xã Phong Phú, được công nhận là di tích cấp thành phố năm 2007 theo quyết định số 3267/QĐ-UBND ngày 20/8/2007.
- Nhà cổ tri huyện Phạm Văn Huynh tại xã An Phú Tây, được công nhận di tích cấp thành phố năm 2014 theo quyết định số 1520/QĐ-UBND ngày 28/3/2014.

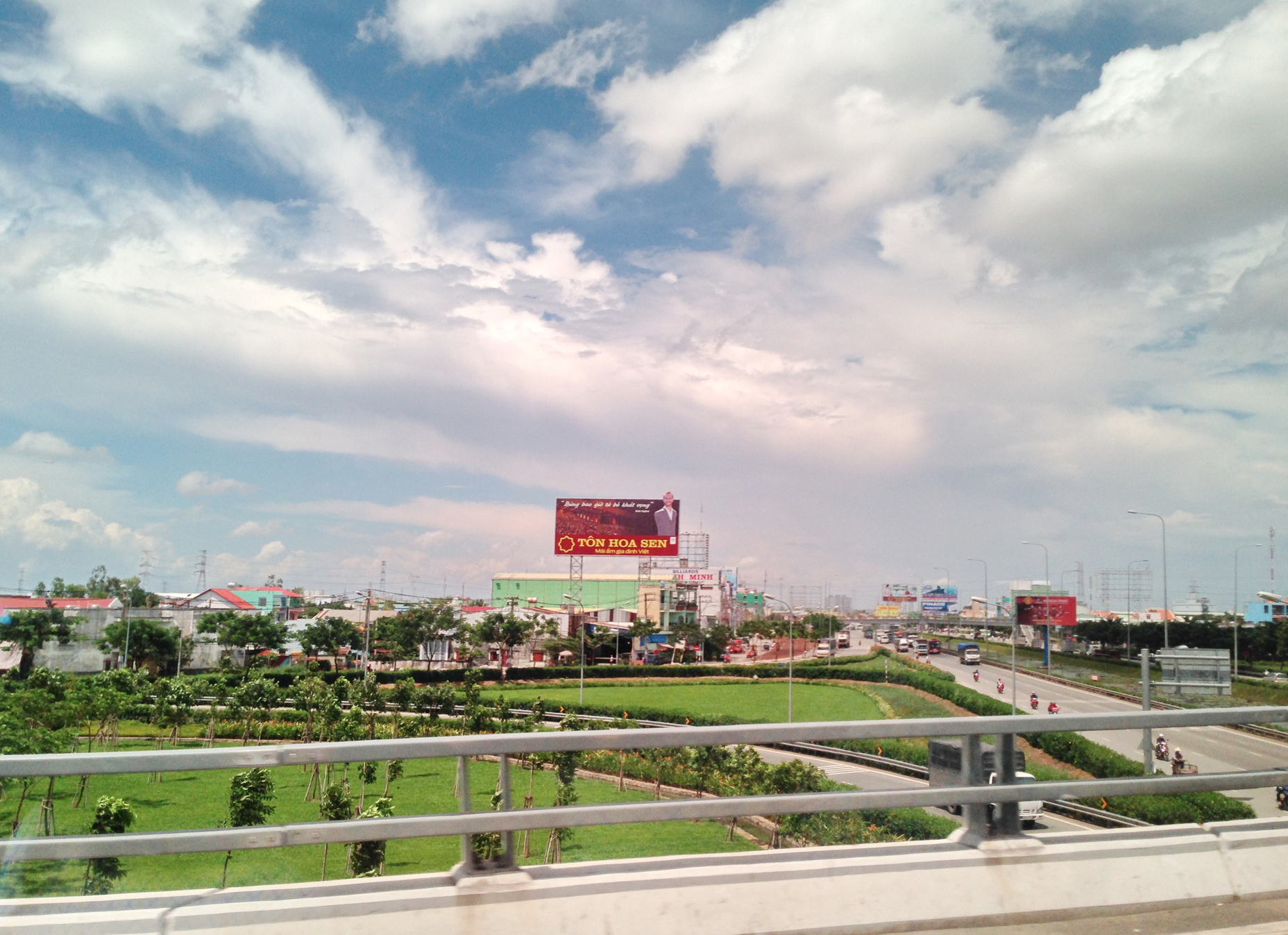
Giao lộ Quốc lộ 1 - Võ Văn Kiệt (Tân Kiên, Bình Chánh)

## Giáo dục

### Đại học, trường đại học
| Tên trường                                               | Địa chỉ                                                                                  | Ghi chú        |
| -------------------------------------------------------- | ---------------------------------------------------------------------------------------- | -------------- |
| Đại học Kinh tế Thành phố Hồ Chí Minh                    | Khu chức năng số 15, khu Đô thị mới Nam thành phố (Đại lộ Nguyễn Văn Linh), xã Phong Phú | Cơ sở N        |
| Trường Đại học Kinh tế – Tài chính Thành phố Hồ Chí Minh |                                                                                          | Đang xây dựng  |
| Trường Đại học Văn Hiến                                  | Khu chức năng số 13E, Nguyễn Văn Linh, xã Phong Phú                                      | HungHau Campus |
| Trường Đại học Y khoa Phạm Ngọc Thạch                    |                                                                                          | Đang xây dựng  |
| Làng Đại học Hưng Long                                   |                                                                                          |                |

### Trường cao đẳng, trường trung cấp
| Tên trường                                                              | Địa chỉ                                                                              | Ghi chú      |
| ----------------------------------------------------------------------- | ------------------------------------------------------------------------------------ | ------------ |
| Trường Cao đẳng Giao thông vận tải Trung ương VI                        | D5/552/2 Ấp 4, xã Bình Lợi                                                           | Cơ sở 3      |
| Trường Cao đẳng Kiến trúc - Xây dựng Thành phố Hồ Chí Minh              | Khu chức năng số 11, Đô thị mới Nam Thành phố (Đại lộ Nguyễn Văn Linh), xã Bình Hưng | Cơ sở 2      |
| Trường Trung cấp Trần Đại Nghĩa                                         | 2208 Quốc lộ 1A, ấp 1, xã Bình Chánh                                                 | Trụ sở chính |
| Trường Trung cấp Trần Đại Nghĩa                                         | 3A/77 Trần Văn Giàu, xã Phạm Văn Hai                                                 | Phân hiệu    |
| Trung tâm Giáo dục nghề nghiệp - Giáo dục thường xuyên huyện Bình Chánh | Số 4 đường số 6, Khu trung tâm hành chính huyện, thị trấn Tân Túc                    |              |

### Trường
- Trung học phổ thông Bình Chánh
- Trung học phổ thông Tân Túc
- Trung học phổ thông Bắc Mỹ
- Trung học phổ thông Đa Phước
- Trung học phổ thông Lê Minh Xuân
- Trung học phổ thông Vĩnh Lộc B
- Trung học phổ thông Năng khiếu TDTT
- THCS & THPT Nguyễn Khuyến - Cơ sở 4
- Trung học phổ thông Phong Phú
- TH, THCS, THPT Albert Einstein
- Trung học cơ sở Vĩnh Lộc A
- Trung học cơ sở Vĩnh Lộc B
- Trung học cơ sở Võ Văn Vân
- Tiểu học Huỳnh Văn Bánh
- Trung học cơ sở Đồng Đen
- Trung học cơ sở Tân Kiên
- Trung học cơ sở Tân Nhựt
- Tiểu học Hưng Long
- Tiểu học Rạch Già
- Trung học cơ sở Hưng Long

## Y tế
Cụm y tế kĩ thuật cao Tân Kiên đã được Thủ tướng Chính phủ phê duyệt quy hoạch với các cơ sở y tế hiện đại:
- Bệnh viện Bình Dân - cơ sở 2
- Bệnh viện Nhi đồng thành phố
- Bệnh viện Tai Mũi Họng - cơ sở 2
- Bệnh viện Truyền máu Huyết học
- Viện Tim thành phố - cơ sở 2
- Trung tâm Pháp y Thành phố - cơ sở 2
- Trung tâm Xét nghiệm y khoa Thành phố

Bệnh viện Nhi Đồng Thành Phố đã được khánh thành và hoạt động từ năm 2017 là một trong những bệnh viện nhi có quy mô lớn nhất khu vực phía Nam. Đây cũng là bệnh viện nhi đầu tiên tại thành phố Hồ Chí Minh có y học hạt nhân và khoa xạ trị dành riêng cho trẻ em.

## Giao thông
Bình Chánh có trục đường cửa ngõ chính phía Tây và phía Nam của Thành phố Hồ Chí Minh, với các tuyến giao thông quan trọng như:

Cầu Ông Lớn (Bình Hưng, Bình Chánh)

- Quốc lộ 1: kết nối các tỉnh miền Tây Nam Bộ vào trung tâm Thành phố.
- Quốc lộ 50: trục đường chính ở cửa ngõ phía Nam nối từ trung tâm thành phố, đi qua huyện Bình Chánh, đến các tỉnh Long An, Tiền Giang.
- Đường Nguyễn Văn Linh: nối từ Quốc lộ 1 đến khu công nghiệp Nhà Bè và khu chế xuất Tân Thuận ở Quận 7, vượt sông Sài Gòn (qua cầu Phú Mỹ) đến Thủ Đức và đi Đồng Nai.
- Cao tốc Trung Lương kết nối Thành phố với các tỉnh miền Tây, cao tốc Bến Lức - Long Thành là một phần của đường vành đai 3, kết nối các tỉnh miền Tây và các tỉnh miền Đông Nam Bộ.
- Cao tốc Tân Tạo - Chợ Đệm, nay là đường Võ Trần Chí, nối Khu Công nghiệp Tân Tạo (Quận Bình Tân) trực tiếp với cao tốc Trung Lương.
- Tỉnh lộ 10 nối liền với khu công nghiệp Đức Hoà thuộc tỉnh Long An.
- Dự án tuyến đường sắt đô thị Metro số 3A: Bến Thành - Tân Kiên.
- Dự án tuyến đường sắt đô thị Metro số 5 (đã triển khai): Cầu Sài Gòn - Ngã Tư Bảy Hiền - Quốc lộ 50 (depot Đa Phước) - Bến xe Cần Giuộc mới.
Ngoài ra hệ thống sông ngòi của huyện như: sông Cần Giuộc, sông Chợ Đệm, kênh Ngang, kênh An Hạ, rạch Tân Kiên, rạch Bà Hom... nối với sông Bến Lức và kênh Đôi, kênh Tẻ, đây là tuyến giao thông thủy với các tỉnh Đồng bằng Sông Cửu Long.
Dự án bến xe Miền Tây mới tại Bình Chánh được UBND Thành phố phê duyệt năm 2016, đặt phía Đông Bắc nút giao Nguyễn Văn Linh và Quốc lộ 1, với quy mô diện tích 19,64ha, trong đó, khu vực bến xe khách khoảng 16,674ha, khu vực Deport BRT (xe buýt nhanh) 2,966ha.
Hiện nay trên địa bàn huyện Bình Chánh đã và đang hình thành nhiều khu đô thị và khu dân cư hiện đại như khu đô thị Nam Phong Eco Park, khu đô thị An Hạ Lotus, khu đô thị Phong Phú, khu đô thị Nam Sài Gòn, khu đô thị Việt Phú Garden, khu đô thị Newlife Bình Chánh, khu đô thị Dương Hồng Garden House, khu đô thị Đại Phúc Green Villas, khu đô thị An Lạc Residence, khu đô thị Investco Green City, khu dân cư Iconic,...

### Đường phố
| Các đường đặt tên số An Hạ Ao Cây Dương An Phú Tây - Hưng Long Ấp 1A Ấp 3 Ấp 3B Ba Trung Bà Cả Bà Điều Bảy Tấn Bầu Gốc Bến Lội Bình Hưng Bình Minh Bông Văn Dĩa Bộ Đội An Điền Bờ Chùa Bờ Huệ Bờ Nhà Thờ Bờ Xe Lam Bùi Thanh Khiết Bùi Văn Sự Cây Bàng | Cây Cám Chánh Hưng Dân Công Hỏa Tuyến Dây Thép Dương Đình Cúc Đa Phước Đê Bao Ông Cớm Đê Bà Tỵ Đinh Đức Thiện Đinh Văn Ước Đình Bình Trường Đoàn Bá Sở Đoàn Nguyễn Tuấn Đoàn Thị Lượng Kênh Trung Ương Kênh Rau Răm Kênh Xà Tĩnh Khuất Văn Bức Hàn Thuyên Hoàng Phan Thái Hóc Hưu Huỳnh Bá Chánh Huỳnh Hữu Trí Huỳnh Văn Trí Hưng Long - Qui Đức Hưng Nhơn Láng Le Bàu Cò | Lại Hùng Cường Lê Bá Trinh Lê Chính Đáng Lê Đình Chi Lê Khả Phiêu Lê Thị Dung Lê Thị Ngay Liên Ấp Liên Ấp 1-2-3 Liên Ấp 2-3 Liên Ấp 2-3-4 Liên Ấp 2-6 Liên Ấp 3-4 Liên Ấp 4-5 Linh Hòa Tự Lương Ngang Mai Bá Hương Nguyễn Cửu Phú Nguyễn Duy Phương Nguyễn Đăng Đạo Nguyễn Hữu Trí Nguyễn Thị Dững Nguyễn Thị Lê Nguyễn Thị Sưa Nguyễn Thị Trọn Nguyễn Thị Tuôi Nguyễn Thị Tú | Nguyễn Thị Tư Nguyễn Văn Linh Nguyễn Văn Long Nguyễn Văn Thời Nguyễn Văn Thê Nguyễn Văn Trà Nguyễn Xuân Tình Phan Thị Thâu Phan Thị Tư Phạm Tấn Mười Phạm Thị Khai Phạm Thị Nghĩ Phạm Văn Sáng Quách Điêu Sư Đoàn 9 Tân Liêm Tân Liễu Tân Long Tân Nhật Tân Nhiễu Tân Túc Thanh Niên Thái Thị Còn Thế Lữ Thiên Giang | Thích Thiện Hòa Thới Hòa Trần Đại Nghĩa Trần Hải Phụng Trần Hữu Nghiệp Trần Thị Bảy Trần Thị Giang Trần Văn Giàu Trịnh Như Khuê Trịnh Quang Nghị Trương Văn Đa Rạch Bà Lớn Rạch Cái Trung Rạch Cầu Suối Văn Tiến Dũng Vĩnh Lộc Võ Hữu Lợi Võ Trần Chí Võ Văn Thu Võ Văn Vân Vũ Giới Vườn Thơm Xã Đê Xóm Dầu Xóm Hố |